# Laggarbomyran
Laggarbomyran är ett naturreservat i Sandvikens kommun i Gävleborgs län.
Området är naturskyddat sedan 2016 och är 171 hektar stort. Reservatet består av våtmarksområden omkring Laggarboån och vid Fängsjöns utlopp i Istasjön (Dalälven).